# Rivière Coleraine
Pour les articles homonymes, voir Coleraine (homonymie).
La rivière Coleraine est un tributaire du lac Noir dont les eaux se déversent dans le lac Aylmer (Appalaches) ; ce dernier constitue une extension de la rivière Saint-François. Le cours de la rivière Coleraine traverse le territoire des municipalités de Saint-Joseph-de-Coleraine et de Disraeli (paroisse), dans la MRC des Appalaches, dans la région administrative de Chaudière-Appalaches, sur la Rive-Sud du fleuve Saint-Laurent, au Québec, Canada.

## Géographie
Les principaux bassins versants voisins de la rivière Coleraine sont :
- côté nord : rivière Bécancour, rivière Noire (rivière Bécancour), rivière Larochelle, rivière Sunday ;
- côté est : rivière Saint-François ;
- côté sud : lac Aylmer (Appalaches), rivière Saint-François ;
- côté ouest : rivière Nicolet, rivière Osgood, rivière Blanche (rivière au Pin).

La rivière Coleraine prend sa source à Saint-Joseph-de-Coleraine en montagne, entre la colline Kerr (côté ouest ; altitude : 470 m) et le Mont Oak (côté est ; altitude : 459 m). Sa source est située à un kilomètre au nord d'une carrière abandonnée.
À partir de son point de départ, la rivière Coleraine coule sur :
- 5,4 km vers le sud jusqu'à la confluence du ruisseau de la mine (venant du nord) qui longe la route 112 ;
- 0,5 km vers le sud, jusqu'au pont routier du village de Saint-Joseph-de-Coleraine ;
- 2,9 km vers le sud, jusqu'à la limite municipale entre Saint-Joseph-de-Coleraine et Disraeli (paroisse) ;
- 1,7 km vers le sud dans le territoire de Disraeli (paroisse), jusqu'à un plan d'eau (altitude : 249 m) formé par un élargissement de la rivière ;
- 1,5 km vers le sud en traversant ce plan d'eau sur sa pleine longueur, jusqu'au pont routier ;
- 1,2 km vers le sud en traversant un second plan d'eau sur sa pleine longueur, jusqu'à son embouchure ; ce lac est formé par l'élargissement de la rivière.

La rivière Coleraine se déverse sur la rive nord du lac Noir (longueur : 2,3 km ; altitude : 249 m). Ce dernier lac reçoit sur sa rive est les eaux de la rivière Bisby. Le lac Noir se connecte par le sud à la baie Moose, située au nord-est du lac Aylmer (Appalaches), ce dernier constituant un élargissement de la rivière Saint-François. La démarcation entre Disraeli (paroisse) et Disraeli (ville) se situe au milieu du lac.
La villégiature est très développée sur les rives du lac Aylmer (Appalaches), du lac Noir et de la partie inférieure de la rivière Coleraine. La navigation de plaisance est fort populaire sur ces plans d'eau.
Par ailleurs, la route 112 longe la rivière Coleraine sur la rive est sur presque toute la longueur de la rivière et du lac Noir.

## Toponymie
Le toponyme Rivière Coleraine a été officiellement inscrit le 5 décembre 1968 à la Commission de toponymie du Québec.